# Zhoushan

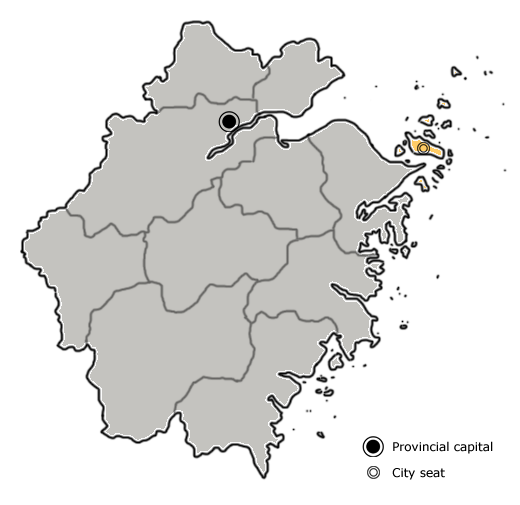
Lage Zhoushans in Zhejiang

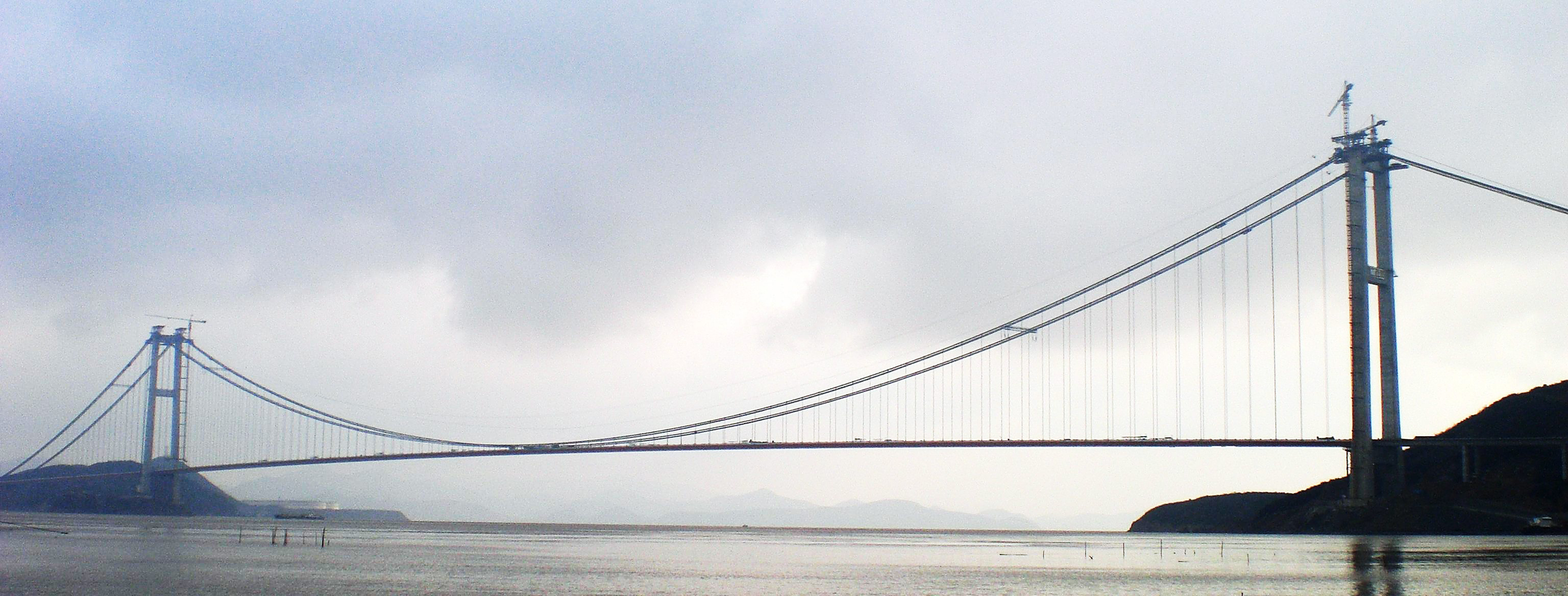
Xihoumen-Brücke zwischen Zhoushan und Ningbo

Zhoushan (chinesisch 舟山市, Pinyin Zhōushān Shì), früher: Tschu-san,Tschouschan, ist eine bezirksfreie Stadt in der südostchinesischen Provinz Zhejiang. Zhoushan ist – neben Sansha und den auf der Insel Hainan liegenden Städten Haikou und Sanya – eine von vier bezirksfreien Städten Chinas, die ausschließlich auf Inseln liegen. Die Zhoushan-Inseln liegen östlich der Hangzhou-Bucht im Nordosten Zhejiangs und in der Nähe von Shanghai. Auf einer Fläche von 1.251 Quadratkilometern leben 1.157.817 Menschen (Stand: Zensus 2020).

## Stadtbezirke
Die bezirksfreie Stadt Zhoushan setzt sich aus zwei Stadtbezirken und zwei Kreisen zusammen:
- Stadtbezirk Dinghai (定海区),
- Stadtbezirk Putuo (普陀区),
- Kreis Daishan (岱山县),
- Kreis Shengsi (嵊泗县).

| Verwaltungs- einheit | Hanzi  | Pinyin       | Bevölkerung (2020) | Landfläche (km²) |
| -------------------- | ------ | ------------ | ------------------ | ---------------- |
| Shengsi              | 嵊泗县 | Shèngsì Xiàn | 66.903             | 70               |
| Daishan              | 岱山县 | Dàishān Xiàn | 207.982            | 258              |
| Dinghai              | 定海区 | Dìnghǎi Qū   | 500.030            | 537              |
| Putuo                | 普陀区 | Pǔtuó Qū     | 382.902            | 387              |

## Wirtschaft
- Auf den Zhoushan-Inseln sind mehrere Werften zu finden mit Trockendockkapazitäten für Schiffe von bis zu 300 m Länge.
- Zhoushan ist das größte Fischereigebiet Chinas. Die vier bekanntesten Meerestiere, die in Zhoushan gefangen werden, sind der Gelbfisch, der Große Gelbfisch, der Tintenfisch und der Bandfisch.
- In Zhoushan gibt es mehrere Häfen, unter anderem in Dinghai, Shenjiamen, Gaoting und Sijiao. Von dort aus gibt es Verbindungen vor allem nach Shanghai, Ningbo, Wenzhou und Fuzhou. Auf der Insel Zhujiajian gibt es einen zivilen und auf Daishan einen militärischen Flughafen. 2009 wurde eine Brücke dem Verkehr übergeben, die die Insel Zhoushan mit der Stadt Ningbo auf dem Festland verbindet.
- Siehe auch Ningbo-Zhoushan-Hafen, der im Jahr 2017 einen Güterumschlag von einer Milliarde Tonnen erreichte.
- Zwischen Ningbo und Zhoushan wurde zwischen 1984 und 1987 die erste HGÜ in China, bestehend aus 42 km Freileitung und 12 km Seekabel verlegt. Die Betriebsspannung der Anlage beträgt 100 kV, die maximale Übertragungsleistung 100 MW.[3]
- Eine 220-kV-Freileitung, die zur Insel führt, verwendet die höchsten Hochspannungsmaste der Welt.